# Lethedon sphaerocarpa
Lethedon sphaerocarpa är en tibastväxtart som först beskrevs av Henri Ernest Baillon och André Guillaumin, och fick sitt nu gällande namn av André Joseph Guillaume Henri Kostermans. Lethedon sphaerocarpa ingår i släktet Lethedon och familjen tibastväxter. Inga underarter finns listade i Catalogue of Life.